# Joaquín Sabina
Joaquín Ramón Martínez Sabina (* 12. února 1949, Úbeda) je španělský zpěvák, skladatel, básník a malíř. Pochází z Andalusie a studoval filologii na Univerzitě v Granadě. Jako odpůrce Francisca Franca žil v letech 1970-1977 v exilu v Londýně. Po návratu vystupoval se skupinou Viceversa, Anou Belén a Joanem Manuelem Serratem a stal se jednou z vůdčích osobností španělské populární hudby. Vydal jedenadvacet desek a devět básnických sbírek, jeho hudební styl přechází od folku k rockovému písničkářství, jako textař se inspiruje španělskou barokní poezií. V roce 1999 získal cenu Premios Ondas. V roce 2001 utrpěl cévní mozkovou příhodu a na čtyři roky přerušil koncertní činnost. V roce 2009 mu vyšlo album Vinagre y rosas, které získalo tři platinové desky.